# Jonathan Tah
Jonathan Glao Tah (Hamburg, l'11 de febrer de 1996) és un futbolista professional alemany que juga com a defensa central amb el Bayer Leverkusen. La seva mare és alemanya i el seu pare és de Costa d'Ivori. És internacional amb la selecció alemanya.

## Palmarès
Bayer Leverkusen
- 1 Bundesliga: 2023-24[2]
- 1 Copa alemanya: 2023-24[3]
- 1 Supercopa alemanya: 2024[4]